# Hanna Maria Resvoll-Holmsen
Hanna Maria Resvoll-Holmsen (de soltera Resvoll) (o Hanna Marie Resvoll-Holmsen ( 11 de septiembre de 1873, Vågå, Oppland – 13 de marzo de 1943, Oslo) fue una botánica noruega – una mujer pionera en educación de historia natural y conservación de la Naturaleza de Noruega, junto con su hermana, Thekla Resvoll. Se casó con Hans Dieset (divorciada en 1901), y luego en 1909 con el geólogo Gunnar Holmsen (1880-1976).
Hanna Resvoll-Holmsen sufrió muchas enfermedades en su niñez y su asistencia a clases, después de los doce años fue esporádica. Rinde exámenes de la Universidad en 1902, época en la que padeció un matrimonio infeliz. Estudia Historia natural en la Real Universidad Frederik en Kristiania (actual Oslo) y se gradúa en Botánica en 1910. Desde 1921, es docente en Fitogeografía en la misma Universidad, cargo que mantiene hasta su retiro en 1938.
Hanna Resvoll-Holmsen participa como botánica en la "Expedición Svalbard de 1907", al mando del oceanógrafo Príncipe Alberto. Y al año siguiente viaja a Svalbard sola con el objeto de realizar un relevamiento fotográfico, parcialmente en color. Esas imágenes constituyen una documentación preciosa del ambiente de Svalbard. Sus observaciones y disquisiciones botánicas se publican como Observations botaniques en Mónaco, y luego en idioma noruego como Svalbards Flora (1927) – la primera descripción de la flora de ese archipiélago.
Usa los métodos cuantitativos de Christen C. Raunkiær, haciendo un gran estudio de la vegetación alpina de Noruega, la que publica como Om Fjeldvegetationen i det Østenfjeldske Norge (Sobre la vegetación montañosa en el este noruego de Scandes; 1920). Mostró particular interés en los bosques subalpinis de abetos. Publica un ensayo Om betydningen av det uensartede i våre skoger (De la significancia en heterogeneidad de bosques), donde plantea un concepto ambiental y ético de la conservación de los bosques naturales montanos y critica su reemplazo por plantaciones de pinos. Esos contenidos panfletarios causan mucha animosidad contra los forestadores.
En conjunto con el geólogo Adolf Hoel, realiza la primera designación de una área de conservación en Svalbard. Fue una propugnadora muy fuerte del conservacionismo para las montañas de Noruega. Y se hizo conocida del pueblo noruego como la primera verde.

## Algunas publicaciones
- Les observations botaniques de la campagne scientifique de S.A.S. le Prince Albert 1.er de Monaco. La misión Isachsen au Spitzberg 1907. Mónaco, 1910

- Om Fjeldvegetationen i det Østenfjeldske Norge. Arkiv for matematik og naturvidenskap 1920/N.º 2

- Svalbards Flora - med en del om dens plantevekst i nutid og fortid. 56 pp. 1927

- Om betydningen av det uensartede i våre skoger. Tidsskrift for Skogsbruk 1932

## Honores

### Eponimia
- (Ranunculaceae) Ranunculus resvoll-holmseniae (Fagerstr. & G.Kvist) Ericsson[2]

- La abreviatura «Resv.-Holms.» se emplea para indicar a Hanna Maria Resvoll-Holmsen como autoridad en la descripción y clasificación científica de los vegetales.[3]